# Theridion hotanense
Theridion hotanense är en spindelart som beskrevs av Zhu och Zhou 1993. Theridion hotanense ingår i släktet Theridion och familjen klotspindlar. Inga underarter finns listade i Catalogue of Life.